# Фицкларенс, Джордж, 1-й граф Манстер
 Джордж Август Фредерик Фицкларенс (англ. George Augustus Frederick FitzClarence; 29 января 1794 — 20 марта 1842) — английский аристоркрат и военный, 1-й граф Манстер, 1-й виконт Фицкларенс и 1-й барон Тьюксбери с 1831 года, незаконнорождённый сын британского короля Вильгельма IV.

## Биография
Родился 29 января 1794 года в Лондоне. Старший незаконнорожденный сын Вильгельма IV (1765—1837), герцога Кларенса и будущего короля Великобритании, и его давней любовницы Доротеи Джордан (1761—1816).
Он получил образование в Королевском военном колледже в Марлоу, хотя его письменный английский был ужасен (как и у нескольких его королевских дядей). Как и его братья и сестры, он мало общался со своей матерью после того, как его родители разошлись в 1811 году, предпочитая полагаться в своих ожиданиях от отца. Он служил армейским офицером во время войны на полуострове, а затем в Индии. Его отец, хотя и гордился его военным послужным списком, был глубоко обеспокоен его пьянством и азартными играми — пороками, к которым были склонны многие братья Вильгельма.
Джордж Фицкларенс получил титулы графа Манстера, виконта Фицкларенса и барона Тьюксбери 4 июня 1831 года и стал тайным советником в 1833 году. «Граф Манстер» был титулом, который носил его отец до своего восшествия на британский престол. Джордж, как и его братья и сестры, был недоволен условиями, предусмотренными для него, и это в сочетании с его растущей психической нестабильностью вызвало серию ссор с отцом, которые закончились полным разрывом. Отчуждение причинило королю большое огорчение, но близкие к нему люди сочли, что будет лучше, если контактов будет как можно меньше, поскольку визиты графа Манстера неизменно расстраивали его отца. Даже смерть сестры Манстера Софии де Л’Иль, любимого ребёнка короля, в апреле 1837 года не привела к примирению.
Манстер получил звание генерал-майора британской армии и занимал должность адъютанта своего отца короля Вильгельма IV с 1830 по 1837 год. Он занимал должность лейтенанта Лондонского Тауэра с 1831 по 1833 год, был констеблем и губернатором Виндзорского замка с 1833 по 1842 год и адъютантом королевы Виктории с 1837 по 1841 год. В 1841 году он был избран президентом Королевского азиатского общества.

## Брак и дети
18 октября 1819 года Джордж Фицкларенс женился на Мэри Уиндем (29 августа 1792 — 3 декабря 1842), дочери Джорджа Уиндема, 3-го графа Эгремонта (1751—1837), и его любовницы Элизабет Фокс (1770—1840). У них было семеро детей:
- Аделаида Джорджиана Фицкларенс (28 августа 1820 — 11 октября 1883), умерла незамужней.
- Августа Маргарет Фицкларенс (29 июля 1822 — 5 сентября 1846), вышла замуж за барона Кнута Филиппа Бонде в Париже в 1844 году, умерла от родильной горячки в Катринехольме, Швеция, одна дочь (Ингеборг Августа София Бонде, 1846—1872).
- Уильям Джордж Фицкларенс, 2-й граф Манстер (19 мая 1824 — 30 апреля 1901), старший сын и преемник отца
- Фредерик Чарльз Джордж Фицкларенс (1 февраля 1826 — 17 декабря 1878); женился на Аделаиде Августе Вильгельмине Сидни, дочери своей тети Софии Фицкларенс.
- Мэри Гертруда Фицкларенс (ок. 1832—1834), умерла в младенчестве[4].
- Джордж Фицкларенс (15 апреля 1836 — 24 марта 1894), капитан; женился на Марии Генриетте Скотт (ум. 1912)[5] , имел детей, в том числе Чарльза Фицкларенса. Дед 6-го графа Манстера и прадед 7-го (и последнего) графа.
- Эдвард Фицкларенс (8 июля 1837 — 23 июля 1855), лейтенант; не женат, умер от ран во время осады Севастополя во время Крымской войны.

## Смерть
Джордж Фицкларенс покончил с собой в возрасте 48 лет в Лондоне . Он застрелился из пистолета, подаренного ему принцем Уэльским, будущим королем Георгом IV. Первый выстрел ранил ему только руку; в то время как его лакей пошел за помощью, узнав, что произошел несчастный случай, лорд Манстер сунул пистолет в рот левой рукой и выстрелил себе в голову. Его самоубийство не стало неожиданностью для его семьи, которая долгое время была обеспокоена его психическим состоянием. Биограф его отца приписывает это «параноидальному чувству преследования» . На дознании его врач и хирург сообщили коронеру что они считали, что он сходит с ума, и в последние годы появились предположения, что он страдал, вероятно, наследственной болезнью порфирии, которая поразила его деда и нескольких других членов семьи.
Графский титул и другие титулы унаследовал его старший сын Уильям Фицкларенс, 2-й граф Манстер.